# La Roue Tourangelle 2018
La Roue Tourangelle 2018, diciassettesima edizione della corsa e valevole come evento dell'UCI Europe Tour 2018 categoria 1.1, si svolse il 1º aprile 2018 su un percorso di 200 km, con partenza da Château-Renault e arrivo a Tours, in Francia. La vittoria fu appannaggio del francese Marc Sarreau che terminò la gara in 4h44'33", alla media di 42,17 km/h, precedendo i connazionali Samuel Dumoulin e Hugo Hofstetter.
Sul traguardo di Tours 130 ciclisti, su 141 partiti da Château-Renault, portarono a termine la competizione.

## Squadre e corridori partecipanti
| N.      | Cod. | Squadra                      |
| ------- | ---- | ---------------------------- |
| 1-7     | AUB  | St Michel-Auber 93           |
| 11-17   | TDE  | Direct Énergie               |
| 21-27   | FST  | Team Fortuneo-Samsic         |
| 31-36   | GFC  | Groupama-FDJ                 |
| 41-47   | ALM  | AG2R La Mondiale             |
| 51-57   | COF  | Cofidis, Solutions Crédits   |
| 61-67   | DMP  | Delko Marseille Provence KTM |
| 71-77   | VCC  | Vital Concept Cycling Club   |
| 81-87   | WGG  | Wanty-Groupe Gobert          |
| 91-97   | CJR  | Caja Rural-Seguros RGA       |
| 101-107 | ANS  | Androni Giocattoli-Sidermec  |

| N.      | Cod. | Squadra                       |
| ------- | ---- | ----------------------------- |
| 111-117 | GAZ  | Gazprom-RusVelo               |
| 121-127 | EUS  | Euskadi Basque Country-Murias |
| 131-137 | MZN  | Manzana Postobón Team         |
| 141-147 | HCA  | Holowesko/Citadel             |
| 151-157 | ICA  | Israel Cycling Academy        |
| 161-167 | UHC  | UnitedHealthcare              |
| 171-177 | RLM  | Roubaix Lille Métropole       |
| 181-187 | VOL  | Team Vorarlberg Santic        |
| 191-197 | CIB  | Cibel-Cebon                   |
| 201-207 | TIS  | Tarteletto-Isorex             |

## Ordine d'arrivo (Top 10)
| Pos. | Corridore          | Squadra  | Tempo    |
| ---- | ------------------ | -------- | -------- |
| 1    | Marc Sarreau       | Groupama | 4h44'33" |
| 2    | Samuel Dumoulin    | AG2R     | s.t.     |
| 3    | Hugo Hofstetter    | Cofidis  | s.t.     |
| 4    | Andrea Vendrame    | Androni  | s.t.     |
| 5    | Clément Venturini  | AG2R     | s.t.     |
| 6    | Sylvain Chavanel   | Direct   | s.t.     |
| 7    | Wilmar Paredes     | Manzana  | s.t.     |
| 8    | Matthieu Ladagnous | Groupama | s.t.     |
| 9    | Benoît Cosnefroy   | AG2R     | a 3"     |
| 10   | Silvan Dillier     | AG2R     | a 9"     |